# Toty Rodríguez
Toty Rodríguez (sinh ra María Rosa Rodríguez Váscones; 7 tháng 11 năm 1942) là một ca sĩ, nhà hát và diễn viên điện ảnh người Ecuador ở Ecuador và Pháp, người dẫn chương trình truyền hình, và cựu Hoa hậu Ecuador.

## Tiểu sử
Toty Rodríguez được sinh ra María Rosa Rodríguez Váscones tại Guayaquil, Ecuador vào ngày 7 tháng 11 năm 1942. Cô tìm thấy niềm đam mê sớm với âm nhạc cổ điển, và chọn học hát, piano và cello khi còn học trung học. Năm 17 tuổi, khi đang học đại học, Rodríguez đã biểu diễn trong vở kịch Madre y Hija theo yêu cầu của một nữ diễn viên khác vào năm 1959.
Năm 1960, Rodríguez trở thành Hoa hậu Thế giới Ecuador năm 1960 và đến tham dự cuộc thi Hoa hậu Thế giới năm đó. Cô đi lưu diễn ở London và các thành phố khác ở châu Âu, nhưng sẽ dành phần lớn thời gian ở Paris vì hợp đồng làm người mẫu và quảng cáo. Khi còn ở Paris, Rodríguez cũng tham gia các lớp diễn xuất với Alain Delon và René Simon, đã được đề nghị và từ chối một phần trong một bộ phim với nam diễn viên yêu thích của cô là Gregory Peck, và diễn trong nhiều vở kịch đáng chú ý nhất là El gran restaurante.

## Trích dẫn
1. 1 2 3 4  "Toty Rodríguez, la sensibilidad en una escena". Pichincha Universal (bằng tiếng Tây Ban Nha). ngày 30 tháng 5 năm 2013. Bản gốc lưu trữ ngày 26 tháng 12 năm 2014. Truy cập ngày 26 tháng 12 năm 2014.
2. 1 2 3  "Toty Rodríguez la gran hermana". El Universo (bằng tiếng Tây Ban Nha). ngày 29 tháng 6 năm 2003. Truy cập ngày 26 tháng 12 năm 2014.
3. 1 2 3 4 5  "Toty Rodríguez una diva de larga trayectoria". La Verdad (bằng tiếng Tây Ban Nha). PP Digital. ngày 22 tháng 11 năm 2012. Truy cập ngày 26 tháng 11 năm 2014.
4. ↑  "Miss Ecuador, una tradición de la belleza nacional". El Tiempo (bằng tiếng Tây Ban Nha). ngày 27 tháng 2 năm 2013. Bản gốc lưu trữ ngày 26 tháng 12 năm 2014. Truy cập ngày 26 tháng 12 năm 2014.
5. ↑  "Toty Rodríguez". ecuavisa.com (bằng tiếng Tây Ban Nha). Ecuvisa. Bản gốc lưu trữ ngày 1 tháng 12 năm 2017. Truy cập ngày 26 tháng 12 năm 2014.